# اريك مالمبيرغ
اريك مالمبيرغ (بالسويدية: Eric Malmberg)‏ هو موسيقي سويدي، ولد في القرن العشرين.

## وصلات خارجية
- اريك مالمبيرغ على موقع ميوزك برينز (الإنجليزية)
- اريك مالمبيرغ على موقع أول ميوزيك (الإنجليزية)
- اريك مالمبيرغ على موقع ديسكوغز (الإنجليزية)